# Corsá (Áger)
Corsá (en catalán: Corçà) es una localidad del municipio de Áger, provincia de Lérida, Cataluña, España. 

## Geografía
Está comunicada con Agulló y con Áger por una pista asfaltada. Está muy cerca del embalse de Canelles, en el río Noguera Ribagorzana, y del desfiladero de Monrebey. 

## Historia
Hacia mediados del siglo XIX, el lugar, por entonces con ayuntamiento propio, tenía contabilizada una población de 42 habitantes. La localidad aparece descrita en el séptimo volumen del Diccionario geográfico-estadístico-histórico de España y sus posesiones de Ultramar de Pascual Madoz de la siguiente manera:

CORSA: l. con ayunt. en la prov. de Lérida (8 leg.), part. jud. de Balaguer (4 y 2/3), aud. terr. y c. g. de Cataluña (Barcelona 24 y 2/3), arciprestazgo de Ager (1 y 1/3): sit. en la cima de una altura en la planicie de una roca que sale de la montaña de Monsech; la cual queda á su espalda en la parte del N.: le combaten todos los vientos escepto el de N. siendo el mas frecuente el de O.: el clima es templado en todas las estaciones sin duda a causa de estar defendido del citado aire N., y sus habitantes envejecen mucho por razon de la salubridad que se disfruta. Tiene 35 casas distribuidas en 3 calles y una plazuela, y el ayunt. se reune en el horno para celebrar sus sesiones; la igl. parr. (San Gregorio), es de de nueva construccion, terminada hace 3 ó 4 años por ser la ant. estremadamente pequeña ó incómoda; la sirve un cura párroco de nombramiento del arcipreste en concurso general: hay cementerio en el centro del pueblo en la parte mas elevada de la peña muy ventilado, no siendo susceptible de mejora por la sit. que ocupa el pueblo. El térm. se estiende de N. á S. 1 leg. y 2/3 de E. á O.; confinando N. con el de Ager á 2/3 leg.; S. con el mismo á 1/3; E. Millá á igual dist. y O. con el de Fet (Aragon) á la misma de los dos anteriores: cruza por él á 1/2 hora del l. por la parte de O., el r. Noguera ribagorzana, que corre de N. á S.: divide este térm. del mencionado de Fet, no pudiendo aprovechar sus aguas para el riego por la profundidad de su cauce respecto á la superficie del terreno y sirviéndose solamente de ellas para abrevadero de ganados. A 1/4 de hora en direccion S. se hallan 2 fuentes de agua dulce, las cuales sirven para surtido del vecindario y riego de unos huertecitos; y á 1/2 una salada que está obstruida para que no puedan utilizarla: por el mismo lado N. á una hora de dist. en la cima de un monte, se encuentra una ermita bajo la advocacion de Ntra. Sra. de la Portusa. El terreno es montuoso y quebrado con muchos barrancos que le atraviesan; siendo la parte de monte pedregosa y propia para plantio de viñedo y olivares y la de cultivo fuerte y feraz: se encuentra á la espalda del pueblo como queda dicho la montaña de Monsech que cria bastantes encinas, robles y matorrales, cuyo arbolado se aprovecha para leña, carbón y hormigueros; habiendo en la misma abundantes pastos para ganado lanar, donde se mantienen mas de 600 cab. de propiedad de los particulares. caminos: dirigen á Bonabarre, Ager y Balaguer en mal estado: el correo lo reciben de la carteria de Ager los mismos interesados. prod.: trigo, centeno, avena, escaña, vino y aceite, siendo la mayor cosecha la de esto último: se cria ganado lanar, cabrio y vacuno; caza de conejos, perdices, liebres y otros animales dañinos; y pesca de barbos, truchas y anguilas. ind. y comercio: la primera consiste en un molino harinero de una sola prensa de propiedad de un particular; y el segundo en la esportacion de los frutos sobrantes á los mercados de Balaguer y á la v. de Ager, donde se proveen de los géneros y art. que necesitan para sus usos y comodidades. pobl.: 7 vec. 42 alm. cap. imp.: 14,736 rs. contr.: el 14'28 por 100 de esta riqueza. presupuesto municipal 1,000 rs. que se cubren por reparto vecinal.
(Madoz, 1847, p. 29)

## Patrimonio

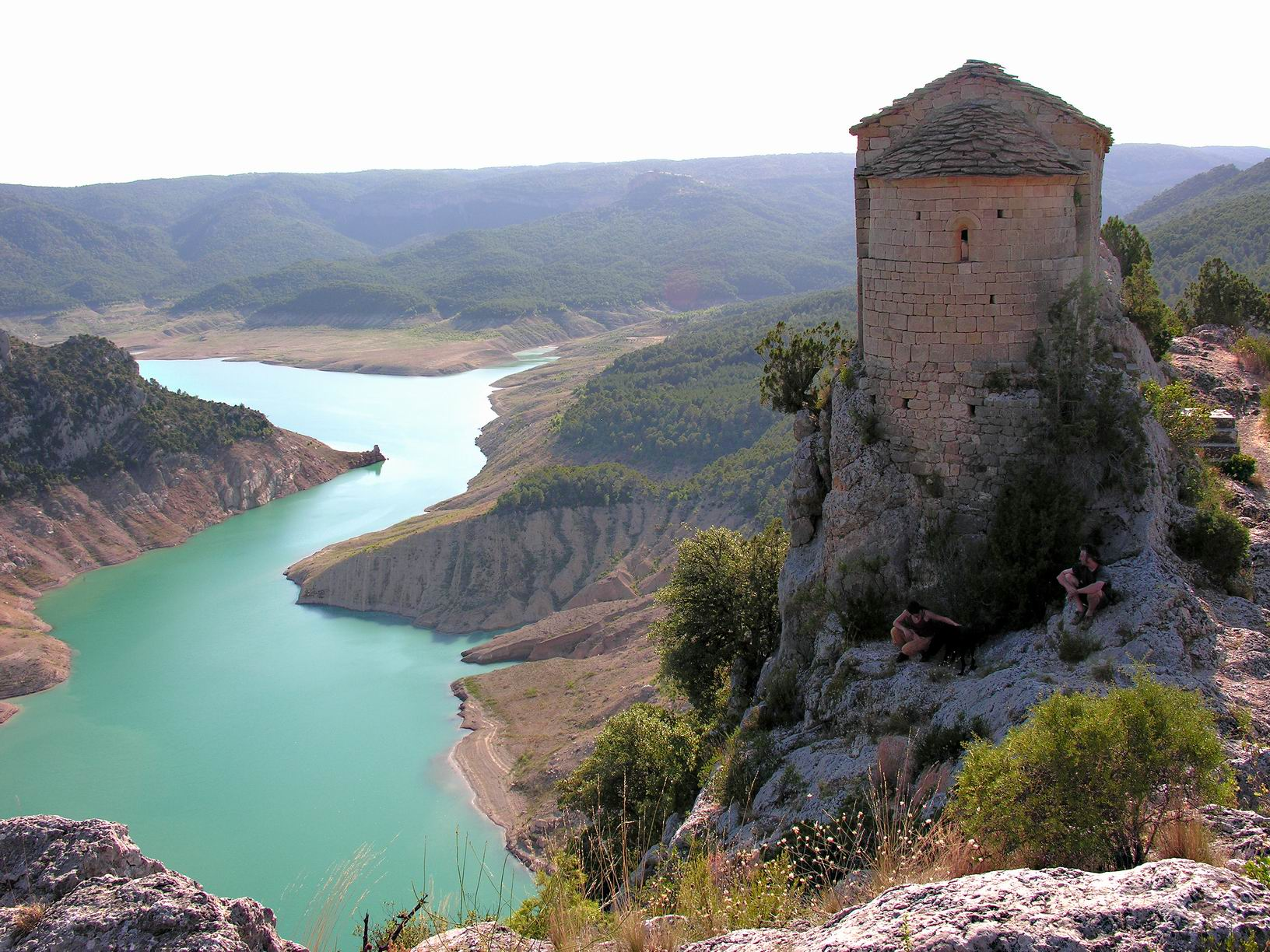
Ermita de la Pertusa

- Madre de Dios de la Pertusa, del siglo XI.